# بيتر غرينوود
بيتر غرينوود (11 سبتمبر 1924 - 30 نوفمبر 2021) (بالإنجليزية: Peter Greenwood)‏ هو لاعب كرة قدم وكريكت بريطاني.